# Global Makati
Global Makati Football Club ist ein Fußballverein aus Makati. Aktuell spielt die Fußballmannschaft in der höchsten Liga des Landes, der Philippines Football League.

## Erfolge
- Philippines Football League

Vizemeister: 2017
- United Football League

Sieger: 2012, 2014, 2016
Vizemeister: 2011, 2013, 2015
- United Football League Division 2

Sieger: 2010
- PFF National Men’s Club Championship

Sieger: 2011
2. Platz: 2013/2014, 2014/2015
- UFL Cup

Sieger: 2010, 2016
2. Platz: 2012
- UFL FA League Cup

2. Platz: 2014
- UFL FA Cup

Sieger: 2014

## Stadion
Seine Heimspiele trägt der Verein im University of Makati Stadium in Makati aus. Das Stadion hat ein Fassungsvermögen von 4000 Personen. Eigentümer sowie Betreiber der Sportstätte ist die University of Makati.
Koordinaten: 14° 33′ 49″ N, 121° 3′ 25″ O

## Spieler
Stand: Juni 2019
| Nr. |             | Position | Name                   |
| --- | ----------- | -------- | ---------------------- |
| 1   | Philippinen | TW       | Enrique Thadeus Ortiz  |
| 4   | Philippinen | AB       | Lemuel Unabia          |
| 5   | Philippinen | MF       | Jayson Cutamora        |
| 6   | Philippinen | ST       | Nikko Palacio          |
| 7   | Nigeria     | MF       | Otuyemi Tosin Emmanuel |
| 8   | Philippinen | MF       | Jorrel Aristorenas     |
| 9   | Nigeria     | ST       | Kenneth Obananaya      |
| 11  | Philippinen | MF       | Charlie Beaton         |
| 14  | Philippinen | MF       | Marvin Bricenio        |
| 17  | Philippinen | ST       | Christopher Lawless    |
| 18  | Philippinen | AB       | David Basa             |

| Nr. |             | Position | Name                  |
| --- | ----------- | -------- | --------------------- |
| 21  | Philippinen | MF       | James Paul Dorego     |
| 24  | Philippinen | AB       | John Paul Canieso     |
| 29  | Philippinen | ST       | Kennedy Uzoka         |
| 33  | Philippinen | MF       | Fritz Brigoli         |
| 39  | Philippinen | MF       | Mathew Custodio       |
| 63  | Philippinen | AB       | Jerry Barbaso         |
| 88  | Nigeria     | MF       | Anthony Alechanu Okoh |
| 99  | Philippinen | AB       | Melvic Pitogo         |

## Trainer seit 1996
| Name                     | Zeit bei Global Makati FC | Zeit bei Global Makati FC |
| Name                     | von                       | bis                       |
| ------------------------ | ------------------------- | ------------------------- |
| Franklin Muescan         | 2001                      | 2011                      |
| Graeme Mackinnon         | 2011                      | 2012                      |
| Edwin Cabalida           | 2012                      |                           |
| Dan Palami (Caretaker)   | 2013                      |                           |
| Brian Reid               | 4. Januar 2013            | 31. Dezember 2013         |
| Leigh Manson             | 11. Januar 2014           | 31. August 2016           |
| John Burridge            | 1. August 2016            | 31. Dezember 2016         |
| Toshiaki Imai            | 1. Januar 2017            | 15. Mai 2017              |
| Marjo Allado (interim)   | 15. Mai 2017              | 19. Juni 2017             |
| Akbar Nawas              | 20. Juni 2017             | 31. Dezember 2017         |
| Marjo Allado (interim)   | 1. Januar 2018            | 3. August 2018            |
| Dragutin Stević-Ranković | 2018                      |                           |
| Franklin Muescan         | 1. Januar 2019            | 31. Dezember 2019         |
| Gary Phillips            | 26. Februar 2020          | 30. Juni 2020             |

## Saisonplatzierung

### Liga
| Saison | Liga                        | Level | Mannschaften | Platz |
| ------ | --------------------------- | ----- | ------------ | ----- |
| 2010   |                             | 2     | 8            | 1.    |
| 2011   | United Football League      | 1     | 7            | 2.    |
| 2012   | United Football League      | 1     | 10           | 1.    |
| 2013   | United Football League      | 1     | 10           | 2.    |
| 2014   | United Football League      | 1     | 9            | 1.    |
| 2015   | United Football League      | 1     | 10           | 2.    |
| 2016   | United Football League      | 1     | 12           | 1.    |
| 2017   | Philippines Football League | 1     | 8            | 2.    |
| 2018   | Philippines Football League | 1     | 6            | 6.    |
| 2019   | Philippines Football League | 1     | 7            | 7.    |
| 2020   |                             |       |              |       |

### Pokal
| Saison | Copa Paulino Alcantara | PFF NMCC      | UFL Cup       | FA Cup | League Cup |
| ------ | ---------------------- | ------------- | ------------- | ------ | ---------- |
| 2009   |                        |               | Gruppenphase  |        |            |
| 2010   |                        |               | Sieger        |        |            |
| 2011   |                        | Sieger        | 3. Platz      |        |            |
| 2012   |                        |               | 2. Platz      |        |            |
| 2013   |                        | Viertelfinale | Viertelfinale |        |            |
| 2014   |                        | 2. Platz      |               | Sieger | 2. Platz   |
| 2015   |                        | 2. Platz      | Gruppenphase  |        |            |
| 2016   |                        |               | Sieger        |        |            |
| 2017   |                        |               |               |        |            |
| 2018   | Gruppenphase           |               |               |        |            |
| 2019   |                        |               |               |        |            |

### International
| Saison | Singapore Cup     | AFC President’s Cup | AFC Cup          | AFC Champions League |
| ------ | ----------------- | ------------------- | ---------------- | -------------------- |
| 2013   | 4. Platz          | Gruppenphase        |                  |                      |
| 2014   | Preliminary Runde |                     |                  |                      |
| 2015   | 4. Platz          |                     | Gruppenphase     |                      |
| 2016   | Viertelfinale     |                     |                  |                      |
| 2017   | 2. Platz          |                     | Zonal Halbfinale | Preliminary 2        |
| 2018   |                   |                     | Gruppenphase     |                      |
| 2019   |                   |                     |                  |                      |

## Ausrüster und Sponsoren
| Jahr           | Ausrüster         | Trikotsponsor        |
| -------------- | ----------------- | -------------------- |
| 2009 bis 2011  | N/A               | Smartmatic           |
| 2012           | LGR Sportswear    | keinen Trikotsponsor |
| 2013           | LGR Sportswear    | Kia Motors           |
| 2014           | AtletA SportsWear | Kia Motors           |
| 2015           | Accel             | Smart                |
| 2016           | LGR Sportswear    | keinen Trikotsponsor |
| 2017           | LGR Sportswear    | Cebu Tourism Board   |
| 2018           | LGR Sportswear    | TrackMate            |
| 2019 bis heute | Chronos Athletics | MMC Sportz           |